# Ensamble Jazz-Fusión
Ensamble, es un grupo chileno de jazz fusión Fundado en 1981 en la región de Valparaíso, por los músicos Jaime Atenas y Willy Urrea en saxos, Eduardo Orestes en guitarra eléctrica, Daniel Guerra en contrabajo y Ariel "Yelo" Aguirre en batería. Desde 1982 tuvo otra conformación: Jaime Atenas y Willy Urrea, saxos; Eduardo Orestes, contrabajo; Ariel Aguirre, batería y David Montaña, piano.La banda funciona con esta agrupación hasta el año 1988 interpretando temas de propia autoría y presentándose en distintas salas y festivales de jazz en Valparaíso y Santiago de Chile. Posteriormente en 1989, se suman a Atenas y Orestes: Carlos Martínez en bajo eléctrico, Boris Gavilán en batería, Pablo Bruna en piano y Rodrigo Vásquez en percusión, creando un nuevo lenguaje sonoro hasta el año 1993, año de su disolución y es considerado como uno de los pioneros del jazz fusión chileno junto a bandas como: Quilín, Cometa, Al Sur y otros. En la última época de Ensamble tocó la batería el músico Juan Coderch, luego del alejamiento de la banda de Boris Gavilán en 1992.

## Historia

### Formación de la banda (1981-1993)
Ensamble, nace a la vida musical a mediados de 1981.  Objetivo común en ellos fue hacer y desarrollar un lenguaje musical propio, aprovechando las experiencias del jazz fusión que comenzaba a expandirse en todo el mundo. Junto a esto, difundir el jazz chileno, manifestando en su entrega una clara definitoria del jazz contemporáneo y la transculturización como nuevo poder expresivo en la música.
Los estudios musicales de sus integrantes orientaron desde un principio a la banda hacia los temas originales, repertorio que con el tiempo se fue ampliando y perfeccionando.
El resultado de todo ese recorrido se vio reflejada en su única grabación, editado y distribuido por el sello Alerce titulado "Sobre cordeles y bisagras", como un homenaje simbólico a la mágica ciudad de Valparaíso, donde gran parte de su historia se teje en los cerros, la gente y sus niños, sobre los cordeles de tendidos de ropas y tras las bisagras de puertas y ventanas de sus casas.
Nueve temas conforman esta producción que fue respaldada en un videoclip grabado en el Cerro Alegre de Valparaíso siendo difundido en la mayoría de los canales televisivos del país en sus respectivos programas musicales.
Creaciones tales como: "Dimensiones", "Helada" y "Oceánico" de Eduardo Orestes; "Nuevo Blues" y "Stress" de Boris Gavilán; "La isla de Ohnan", "La fuga", "El ocioso divertido" y "Sobre cordeles y bisagras" de Jaime Atenas, hacen que este disco tenga un resultado bastante elaborado en sus interpretaciones. Todos los temas son de corte instrumental a excepción de "La isla de Ohnan" que incorpora un poema del autor chileno Nicanor Parra llamado "Cartas a una desconocida".
Como reconocimiento a esta labor, la Apes chilena (Agrupación de Periodistas de espectáculos) le otorga en noviembre de 1990 el premio "Aporte al jazz" como lo más destacado del año.
En 1991 Ensamble acepta una invitación a hacer un concierto en el Teatro Plaza en Mendoza, Argentina y en 1992 es el único invitado chileno a la decimosegunda versión del Festival Internacional Mardel jazz en la ciudad de Buenos Aires, Argentina.
En 1993 actúa como telonero del guitarrista norteamericano Scott Henderson y su banda Tribal Tech en el teatro California de Santiago.

## Discografía
- 1990 - Sobre cordeles y bisagras Sello Alerce

- Datos: Q5486285